# Škocjanske jame
Škocjanske jame so sistem vodnih jam, skozi katerega teče reka Reka. Nahajajo se v bližini Divače na slovenskem Krasu. Zanje značilna geološka tvorba so udorne jame, v podzemlju pa ob raznolikih kapnikih tudi ponvice. 
28. novembra 1986 je Komisija za svetovno in naravno dediščino pri Unescu vključila Škocjanske jame v Konvencijo o zaščiti svetovne kulturne in naravne dediščine - to je v seznam svetovne dediščine. Območje je bilo že 24 oktobra 2004 kot Regijski park Škocjanske jame vpisano tudi na Unescov seznam biosfernih rezervatov MAB.
Škocjanske jame so tudi kontrolna točka na Slovenski planinski poti.

## Zgodovina odkrivanja
Prvi zapisani dokument je iz leta 1819, uradno poročilo Okrožnemu uradu v Sežani, v katerem neznani pisec opisuje Škocjanske jame. 20 let pozneje se je Tržačan Jakob Svetina, vodovodni mojster, s splavom spustil 120 m daleč po Reki v notranjost jam, da bi ugotovil, kako zajeti vodo za tržaški vodovod. V tistem času (leta 1851) so se najgloblje spustili rudarji iz Idrije - 450 m.
Glas o lepoti Škocjanskih jam se je v 19. stoletju razširil po vsej Evropi. Jama je pritegnila speleologe dr. Adolfa Schmidla in brata Miller z Dunaja, iz Češke Antona Hankeja in Viljema Puticka in iz Trsta Josipa Mariniča, ter pozneje številne Italijane. Prve vratolomne steze so speljali možje iz bližnjih vasi, ki so bili hkrati tudi odlični vodniki.
Tisti del jam, kjer se začne današnji turistični ogled - to je Tiha jama - so odkrili domači vodniki leta 1904. Prvih raziskovalcev jama ni zanimala, ker je to slepi rokav brez tekoče vode. Leta 1938 so iz doline Globočak prebili krajši predor za udobnejši dostop obiskovalcev. Leta 1958 so v jamah uredili električno razsvetljavo.

## Opis
Reka Reka ponikne v Veliki dolini v Škocjanske jame in teče 34 km podzemno do Jadranskega morja, kjer priteče na plano kot izvir reke Timave. V deževnem času je pogled na veliko reko, ki izginja v podzemlje na dnu Velike doline, 160 m pod površjem, prav veličasten in zastrašujoč. Območje Regijskega parka Škocjanske jame je arheološko izredno bogato in kaže na tukajšnjo neprekinjeno poselitev že od pred deset tisoč let do danes. Dragocene in bogate arheološke najdbe v Mušji jami, kjer je bilo konec bronaste in v železni dobi jamsko svetišče, nakazujejo na vpliv grške civilizacije. To območje je bilo pred tri tisoč leti zagotovo eno najpomembnejših romarskih krajev v Evropi in zlasti v Sredozemlju, kjer je imelo pomemben kulten pomen v povezavi s posmrtnim življenjem in komunikacijo z duhovi prednikov.
Izjemnost Škocjanskega jamskega spleta:
- Podzemni kanjon Reke dolžine 2600 m, od 10 do 60 m širok, do 146 m visok
- Ena največjih podzemnih dvoran v Evropi je Martelova dvorana – 2,2 milijona m³, visoka 146 m, široka 120 m in 300 m dolga
- Ponvice velikih dimenzij
- Naravni mostovi med Veliko in Malo dolino, naravni most v Mali dolini
- Naravna okna v Mahorčičevi jami in na dnu brezna Okroglica
- Slapovi in brzice: trideset do 10 m visokih slapov in brzic
- Udornice: Aktivni sta Velika in Mala dolina; fosilne so Lisična, Sapendol, Sokolak, Globočak, Mali dol, Dol Jablanc, Lesendol, Lazni dol in Bušljevec

## Turizem
| Leto | Število obiskovalcev |
| ---- | -------------------- |
| 1986 | 82.000               |
| 1999 | 44.000               |
| 2008 | 100.000              |

### Turistični ogled podzemnih jam
V smeri turističnega ogleda se Tiha jama začne v ozkem prehodu, ki je kljub nizkemu stropu bogat s kapniki. Sledi ji Velika dvorana. Strop se boči najmanj 30 m visoko, tloris dvorane pa je 70 x 120 m. Tu so orjaške kapniške strukture in pri izhodu iz dvorane stojijo orgle, delo narave.
Od tam naprej lahko slišimo vse glasnejše bučanje podzemeljske Reke. Šumeča dvorana je najbolj navdušila člane Unescove Komisije za svetovno naravno dediščino. Od rečne gladine do stropa je 104 m, dvorana pa je dolga dobrih 300 m. Visoko pod stropom je vzidana plošča z napisom 2.9.1965 do koder je segala najvišja voda v jami. Podzemna reka si je v apnenčasto kamnino izdolbla ozek kanjon Hankejev kanal, ki ga 50 m nad gladino prečka Cerkvenikov most. Ta most so zgradili leta 1937 po načrtu domačina Franca Cerkvenika. Leta 2003 je bil temeljito obnovljen.
V Šmidlovi dvorani zopet vidimo svetlobo. Dvorano omejujejo navpične stene - pobočja Velike doline. Tam lahko vidimo kamnite ponvice. S posebnim dvigalom zapustimo podzemni svet.

### Turistično nedostopne podzemne jame
Te jame so sicer dostopne vendar niso primerne za množični obisk. V Veliki dolini se pod severozahodno steno v obliki spodmola odpira Tominčeva jama. Tu so našli v ilovici sledove človeškega bivanja v obdobju od mezolitika do antike. Jama je posebej zaslovela po najdbi jamskih biserov - drobnih kamenčkov, ki jih je voda oblekla v sigast okras.
Hankejev kanal je dolg 800 m in pelje skozi tri podzemeljske prostore v Martelovo dvorano, ki je z dvema milijonoma kubičnih metrov prostornine največja na Krasu, do Mrtvega jezera, kjer Reka ponikne in pride kasneje na dan kot Timava.

### Velika in Mala dolina
Med Veliko in Malo dolino se pne naravni most, nekaj deset metrov pod njim pa so zgradili Tomasinijev most. Tukaj lahko spomladi na nadmorski višini komaj 300 m opazimo avrikelj (Primula auricula). Poleg njih pa rastejo sredozemski Venerini laski (Adiantum capillus-veneris). Venerini laski lahko uspevajo le pod stropom Šmidlove dvorane, ker tam izhaja relativno topel zrak iz jam s stalno temperaturo 12 º C, v obeh dolinah pa se pogosto zadržuje jezero hladnega zraka.

### Mahorčičeva jama
Vhod v Mohorčičevo jamo je zaprt, ker steze niso vzdrževane. Ime nosi po županu Jožefu Mahorčiču, ki si je že v prvi polovici 19. stoletja prizadeval za turistično odprtje jame. Reka je ob vstopu v jamo zgradila velik obokan zatrep.

## Regijski park
Škocjanske jame so del Regijskega parka Škocjanske jame. Park obsega celoten sistem Škocjanskih jam, kanjon notranjske Reke od jam do mostu v Škofljah ter pokrajino neposredno nad jamami z vasmi Matavun, Škocjan in Betanja.